# Repräsentantenhaus von Montana
Das Repräsentantenhaus von Montana (Montana House of Representatives) ist das Unterhaus der Montana Legislature, der Legislative des US-Bundesstaates Montana. Die Parlamentskammer setzt sich aus 100 Abgeordneten zusammen, die jeweils einen Wahldistrikt repräsentieren. Die Abgeordneten werden jeweils für zweijährige Amtszeiten gewählt. Der Sitzungssaal des Repräsentantenhauses befindet sich gemeinsam mit dem Staatssenat im Montana State Capitol in der Hauptstadt Helena.

## Struktur der Kammer
Vorsitzender des Repräsentantenhauses ist der Speaker of the House. Er wird zunächst von der Mehrheitsfraktion der Kammer gewählt, ehe die Bestätigung durch das gesamte Parlament folgt. Der Speaker ist auch für den Ablauf der Gesetzgebung verantwortlich und überwacht die Abstellungen in die verschiedenen Ausschüsse.
Weitere wichtige Amtsinhaber sind der Mehrheitsführer (Majority leader) und der Oppositionsführer (Minority leader), die von den jeweiligen Fraktionen gewählt werden.

### Zusammensetzung
| Partei | Partei                 | Abgeordnete |
| ------ | ---------------------- | ----------- |
|        | Republikanische Partei | 67          |
|        | Demokratische Partei   | 33          |
| Summe  | Summe                  | 100         |

(Quelle:)

### Wichtige Mitglieder
| Position                            | Name            | Partei       |
| ----------------------------------- | --------------- | ------------ |
| Speaker                             | Greg Hertz      | Republikaner |
| Speaker pro tempore                 | Wylie Galt      | Republikaner |
| Mehrheitsführer / Majority Leader   | Brad Tschida    | Republikaner |
| Oppositionsführer / Minority Leader | Casey Schreiner | Demokrat     |